# Kosovo ved sommer-OL 2020
Kosovo deltog under Sommer-OL 2020 i Tokyo, som blev afviklet i perioden 23. juli til 8. august 2021.

## Medaljer
| 2020 Tokyo | Guld | Sølv | Bronze | Total |
| Kosovo     | 2    | 0    | 0      | 2     |

### Medaljevinderne
| Kosovo under sommer-OL 2020 i Tokyo | Kosovo under sommer-OL 2020 i Tokyo | Kosovo under sommer-OL 2020 i Tokyo | Kosovo under sommer-OL 2020 i Tokyo | Kosovo under sommer-OL 2020 i Tokyo |
| Medalje                             | Navn                                | Sport                               | Event                               | Dato                                |
| ----------------------------------- | ----------------------------------- | ----------------------------------- | ----------------------------------- | ----------------------------------- |
| Guld                                | Distria Krasniqi                    | Judo                                | Damernes 48 kg                      | 24. juli                            |
| Guld                                | Nora Gjakova                        | Judo                                | Damernes 57 kg                      | 26. juli                            |